# Sirup
Sirup (iz arapskog شراب (=šarab) i latinskog siropus) je koncentrirana otopina koja se dobiva ukuhavanjem ili drugim metodama od tekućina kao primjerice od soka od šećerne repe, voćnih sokova ili biljnih ekstrakta. Sirup se rabi za pića i deserte, (posebno kao šećerni sirup) kao dodatak tijestu za zaslađivanje ili bojanje.
U prirodi se pojavljuju sirupima slične tvari primjerice kao javorov sirup ili med.
U prehrambenoj industriji važnu ulogu imaju sirupi kao proizvodi koncentrata sokova zbog manje težine tijekom prijevoza. Primjerice sok od naranče trguje se gotovo isključivo kao sirup (koncentrat) i razrijeđuje samo prije punjenja vodom na izvornu koncentraciju.